# شبه جزيرة بوسو
شبه جزيرة بوسو (باليابانية: 房総半島) ، هي شبه الجزيرة التي تقع في أقصى شرق جزيرة هونشو اليابانية تتبع محافظة تشيبا، وفي الشرق المحيط الهادئ وغربها خليج طوكيو (خليج ساغامي سابقاً).